# Đậu mèo quả to
Đậu mèo quả to hay móc mèo quả to (danh pháp: Mucuna macrocarpa) là loài thực vật có hoa trong họ Đậu. Loài này được Wall. miêu tả khoa học đầu tiên.